# Ландшафтный заповедник Загорье
Ландшафтный заповедник «Загорье» - заповедник в западной Словакии (Загорье), расположенный вдоль Моравы на границе с Австрией.